# Méliusz Rádió
A debreceni Méliusz Rádió 2004. október 31-én az ORTT-vel kötött megállapodás értelmében kezdte meg adását.  2015-ben befejezte működését.

## Előzmények
A rádió beindítását hároméves előkészítő munka előzte meg. Fő szempont volt, hogy a kommunikációs szakon tanulóknak gyakorlati képzést biztosítson. Másik fontos szempont volt, hogy a rádió összhangban legyen az alapító, és fenntartó Főiskola értékrendjével, valamint Debrecen múltjával és hagyományaival.

## Műsorszerkesztés
A műsorok szerkesztését a Főiskola tanulói végezték. A rádiós szakirányt választó hallgatók napi tizenhat órás adásidőben, reggel hattól este tíz óráig voltak beosztva. Munkájukat felelős szerkesztők segítették, a főszerkesztő Csorba Péter irányításával. A tanulók, így (egy rövid alapozó képzés után) élesben ismerkedhettek meg a műsorkészítéssel.

## Műsorok

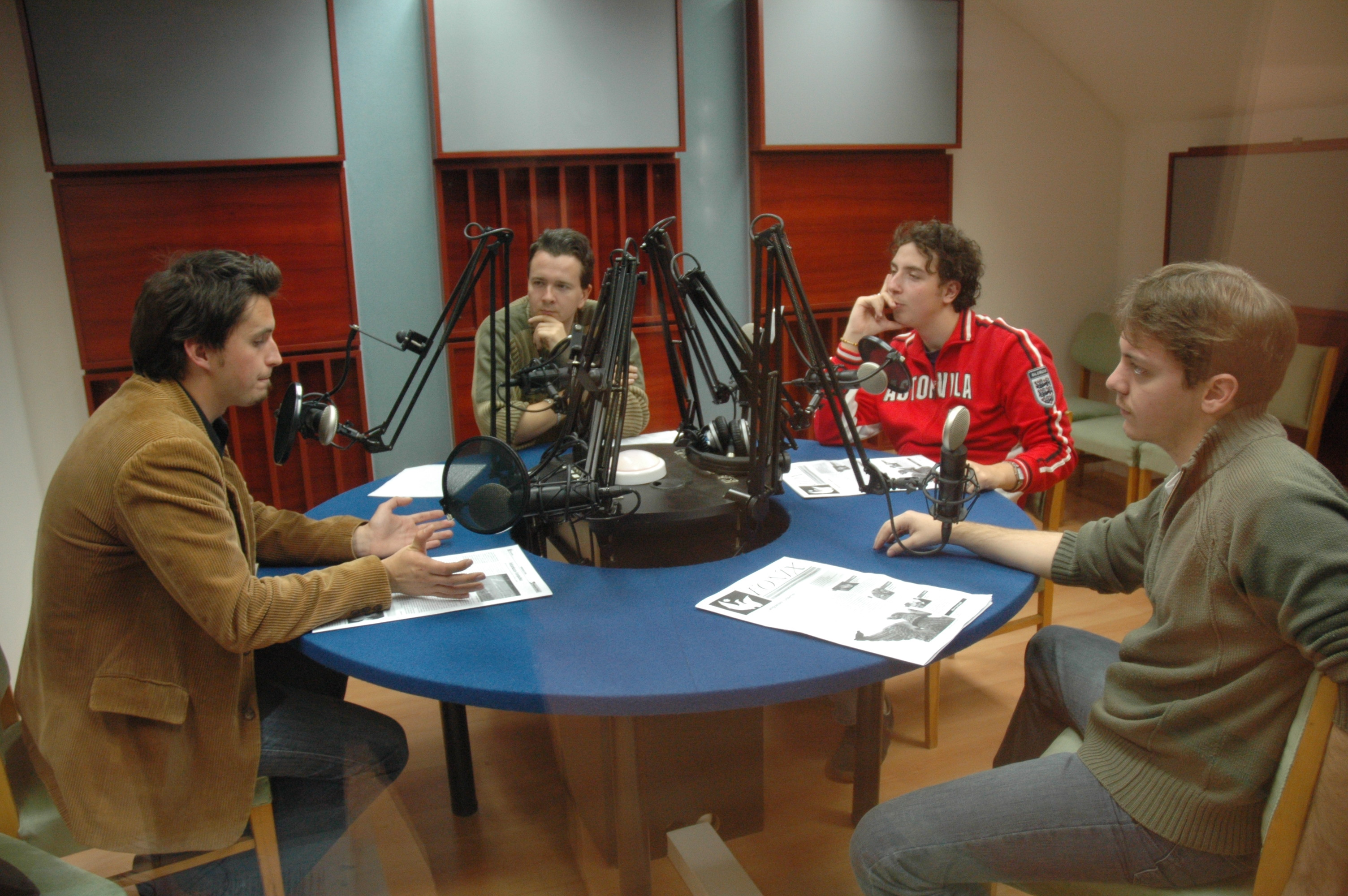
A rádió szerkesztősége

## A stúdió
A stúdió és az előkészítő helyiségek együttes mérete 300 m². Itt minden megtalálható, ami a műsor készítéséhez szükséges (szinkronizált számítógépes munkahelyek, stúdiók, vezérlők, szerver stb.).

## A rádió munkatársai voltak
Tóth Károly főszerkesztő,
Tóth Károlyné titkárságvezető,
Barta Éva szerkesztő – műsorvezető,
Sárai Szabolcs zenei szerkesztő,
Ungvári Judit szerkesztő – műsorvezető,
Enyedi J. Gábor műszaki vezető,
Jakab Rudolf technikus, Szakajda Tibor technikus,
Dobozi Lajos technikus,
Mátyás Sándor technikus
A rádió 2010-es megújulását követően: 
- Bulik Péter – főszerkesztő,
- Bara Pál – zenei szerkesztő/műsorvezető
- Solymosi Miklós – szerkesztő – műsorvezető
- Ungvári Judit szerkesztő – műsorvezető
- Enyedi J. Gábor műszaki vezető,
- Jakab Rudolf technikus,
- Szakajda Tibor technikus